# Larisa Netšeporuk
Larisa Netšeporuk, född 24 december 1970 i Romny, Ukrainska SSR, Sovjetunionen, är en före detta sjukampare. Hon representerade Ukraina och Estland.